# Isaac Backus
Isaac Backus (ur. 9 stycznia 1724 w Norwich w Connecticut, zm. 20 listopada 1806) – amerykański duchowny baptystyczny, bojownik o powszechną wolność sumienia oraz rozdział kościoła i państwa, wczesny historyk Nowej Anglii.

## Życiorys
Pochodził z kręgów kongregacjonalistycznych. Doświadczył nawrócenia religijnego w trakcie Wielkiego Przebudzenia. Pod wpływem George’a Whitefielda zdecydował się na przyjęcie w 1748 ordynacji. W 1751 został baptystą. Przyczynił się do rozwoju tego wyznania w Nowej Anglii. Przez blisko pół wieku był pastorem zboru w Middleborough w Massachusetts. Intensywnie zabiegał o wprowadznie zasady rozdziału kościoła i państwa w USA.

## Główne dzieła
Napisał trzytomowe dzieło A History of New England with Particular Reference to Baptists (1777–1796), uznawane za czołowe źródło do poznania wczesnej historii Nowej Anglii.
Poglądy w sprawie konieczności rozdziału kościoła i państwa wyraził m.in. w pracach:
- An Appeal to the Public for Religious Liberty, Against the Oppressions of the Present Day (1773)
- Government and Liberty Described and Ecclesiastical Tyranny Exposed (1778)